# Yasoda tripunctata
The Branded Yamfly (Yasoda tripunctata) là một loài bướm ngày thuộc họ Bướm xanh. Nó được tìm thấy ở châu Á.

## Range
The butterfly occurs in Ấn Độ in the Himalayas from Sikkim right across to central Myanmar. Naga hills. The range extends southeastwards to Thailand, Lào, Northern Việt Nam và Southern Vân Nam.

## Hình ảnh

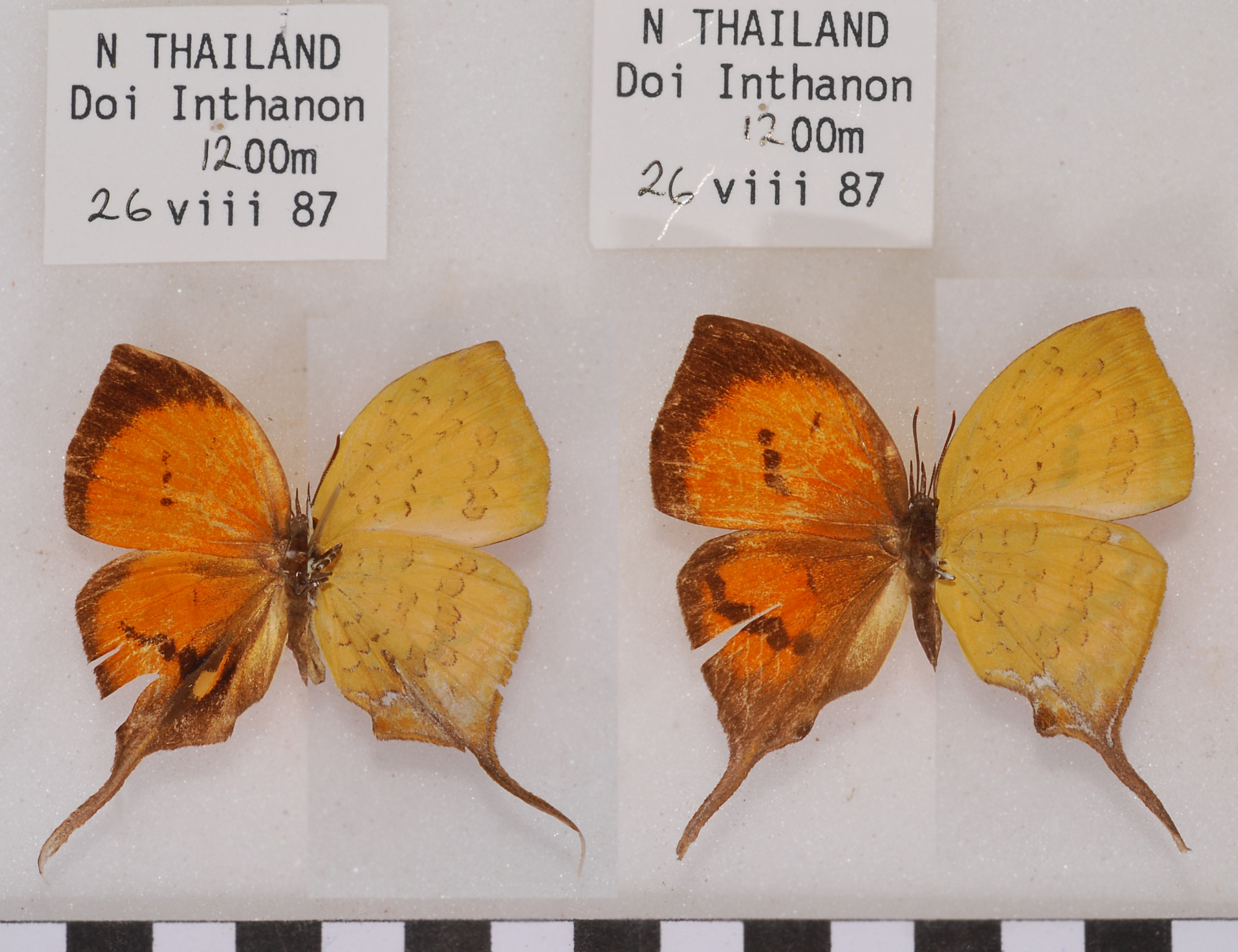
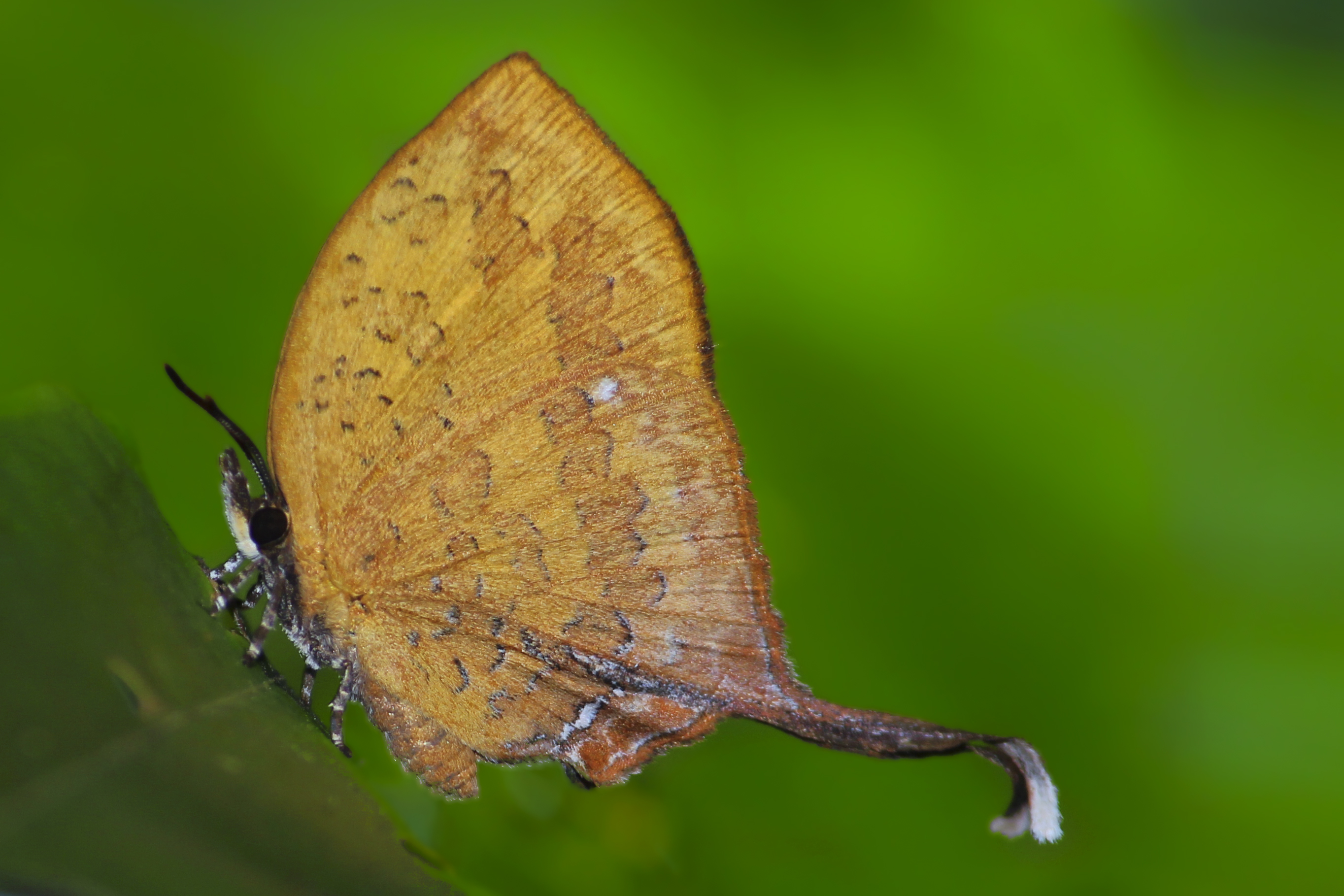